# Croydon (Nova Gales do Sul)
Croydon é um subúrbio localizado na região metropolitana do Oeste Interior de Sydney, no estado da Nova Gales do Sul, na Austrália. Está localizado a 11 quilômetros a oeste do distrito empresarial central de Sydney. Croydon é dividido entre as duas áreas do governo local do Conselho de Burwood e do Conselho do Oeste Interior. O subúrbio está aninhado entre os centros comerciais de Ashfield e Burwood. É delimitado pela rua Parramatta, ao norte, Iron Cove Creek, a leste, rua Arthur, ao sul, e uma série de ruas diferentes ao ocidente. Tem como código postal 2132. Sua população, segundo o censo de 2011, era de 10 381 habitantes.